# Oflag X-C

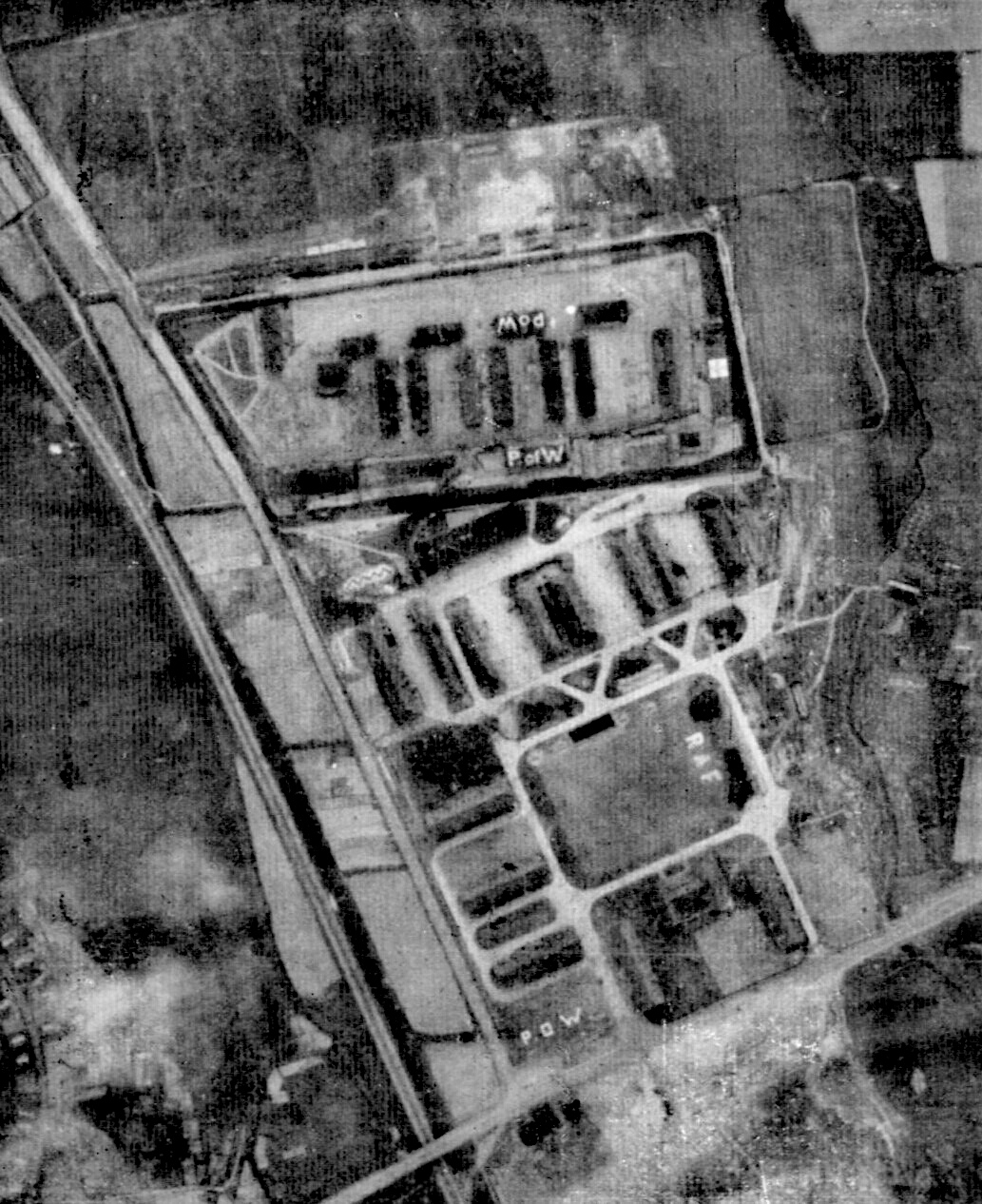
Luftbild des Oflag X-C im April 1945; Norden ist rechts unten; die Straße links ist die Friedhofsallee, parallel dazu ganz links die heutige Bundesautobahn 1

Das Oflag X-C war ein deutsches Offizierslager für kriegsgefangene alliierte Offiziere während des Zweiten Weltkriegs in Lübeck.

## Lage und Größe
Das Lager befand sich auf dem Gelände der ab 1938 im Bau befindlichen Artilleriekaserne an der Ecke Friedhofsallee und Vorwerker Straße, nahe der Stadtgrenze am Fackenburger Landgraben. Die Baracken des Lagers waren ursprünglich im Herbst 1938 in vierwöchiger Bauzeit als Übergangslösung für das II. Bataillon des Artillerie-Regiments Nr. 66 aufgestellt worden. Bei Kriegsbeginn im September 1939 erhielt das Regiment den Marschbefehl Richtung Osten, und die Bauarbeiten an der Kaserne wurden eingestellt. Nur das Stabsgebäude und ein Teil der Mannschaftshäuser waren bezugsfertig. Außer den Kriegsgefangenen (in den Baracken) und den Wachmannschaften (in den Kasernengebäuden) war dort während des Krieges niemand sonst mehr untergebracht. Das Lager war das dritte Offizierslager im Wehrkreis X und erhielt daher die Bezeichnung Oflag X-C. Das Oflag X A befand sich in Itzehoe, Oflag X B in Nienburg/Weser und Oflag X D in Hamburg-Fischbek. Wegen der Nähe zu Bad Schwartau wird das Oflag X-C mitunter in der Literatur als in Bad Schwartau liegend beschrieben. Es war für eine Belegung mit 700 Offizieren vorgesehen. Zuletzt, im April 1945, war es mit 1368 Gefangenen belegt.

## Geschichte
Oflag X-C wurde im Juni 1940 in den bestehenden Baracken und einem Teil der Kasernengebäude eingerichtet, zunächst für französische Offiziere, die während des Westfeldzugs in deutsche Kriegsgefangenschaft geraten waren. Im Juni 1941 kamen britische und Commonwealth-Offiziere hinzu, die während der Schlacht um Kreta und des Afrikafeldzugs gefangen genommen wurden. 1941 und 1942 diente das Lager auch der Aufnahme abgeschossener alliierter Flugzeugbesatzungen, die später in das Oflag VI-B in Dössel verlegt wurden. Ab 1942 war Oflag X-C ein sogenanntes „Sonderlager“, in das solche Offiziere verlegt wurden, die in anderen Lagern als Widerständler oder Querulanten auffällig geworden waren oder weil sie Fluchtversuche unternommen hatten. Es gab eine hohe Anzahl an Akademikern: So „waren in den Jahren 1942 bis 1944 nicht weniger als 133 Gefangene von Beruf Professoren und Lehrer, außerdem rund 50 Ärzte, 48 Priester und Pfarrer.“
Im Lager wurde 1944 der sogenannte Kugel-Erlass zur Anwendung gebracht. Der Geheimbefehl wies die Lagerleitung an, entwichene Offiziere nach ihrer Ergreifung dem Sicherheitsdienst (SD) zu übergeben, in das KZ Mauthausen zu überführen und sie dort „im Rahmen der Aktion Kugel“ erschießen zu lassen. Auf diese Weise starb am 29. April 1944 der Leutnant Raymond Willemet (* 1913), der am 27. Februar 1944 ausgebrochen und in Bad Schwartau gefasst worden war. Zwischen Februar und Mai 1944 verschwanden 11 Offiziere nach ihren Ausbruchsversuchen, zwei weitere, die am 27. April 1944 ausgebrochen waren, wurden unter unklaren Umständen exekutiert. Die Urnen mit der Asche von Capitaine Albert Lussus (35) und Lieutenant Michel Girot (25 Jahre alt) wurden dem französischen Lagerältesten am 23. Juni 1944 zur Abschreckung übergeben. Der Zwischenfall führte zu einem Protest von General Louis Bérard vor der Waffenstillstandskommission und wurde im Januar 1946 im Nürnberger Prozess gegen die Hauptkriegsverbrecher als Beleg für die völkerrechtswidrige Behandlung von Kriegsgefangenen eingebracht.
Anfang 1945 wurden polnische Offiziere aus Oflag II D Groß Born und Offizierslager II C Woldenberg auf einen Marsch nach Westen geschickt, bis sie das Oflag X-C erreichten.

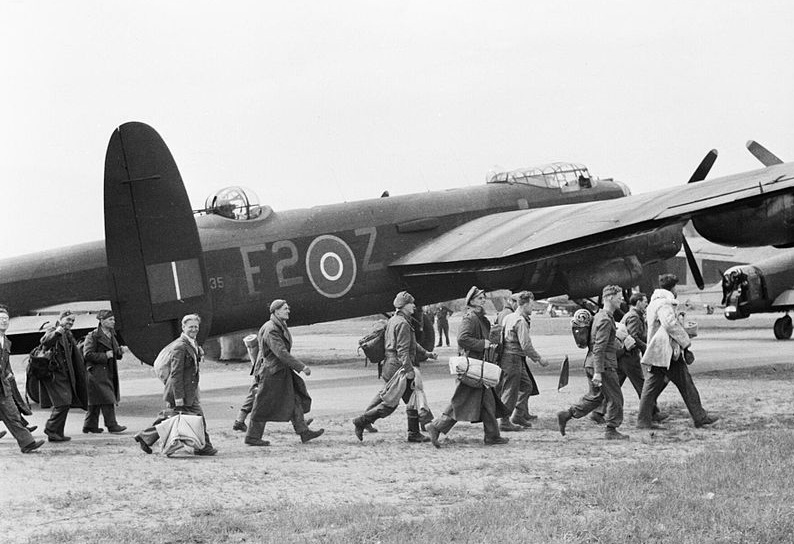
Britische Offiziere vor dem Heimflug, 11. Mai 1945

Das Lager wurde am 2. Mai gegen 17 Uhr von Truppen der britischen 2. Armee befreit. Die verbliebenen britischen Gefangenen wurden am 11. Mai 1945 mit RAF-Lancaster-Bombern vom Flughafen Lübeck-Blankensee aus repatriiert (Operation Exodus).
Nach Kriegsende wurden die Baracken des Lagers als Teil des DP-Lagers Artilleriekaserne weitergenutzt. Die Kaserne diente später bis 1993 unter dem Namen Trave-Kaserne verschiedenen Truppenteilen der 6. Panzergrenadierdivision wie dem Pionierbataillon 61 und den Panzerpionierkompanien 170 und 180. Für diese Nutzung wurden die Baracken abgerissen und das Gelände mit technischen Gebäuden überbaut. Heute befindet sich auf dem Gelände des Oflag X-C der Betriebshof des Stadtverkehrs Lübeck.

## Gedenken

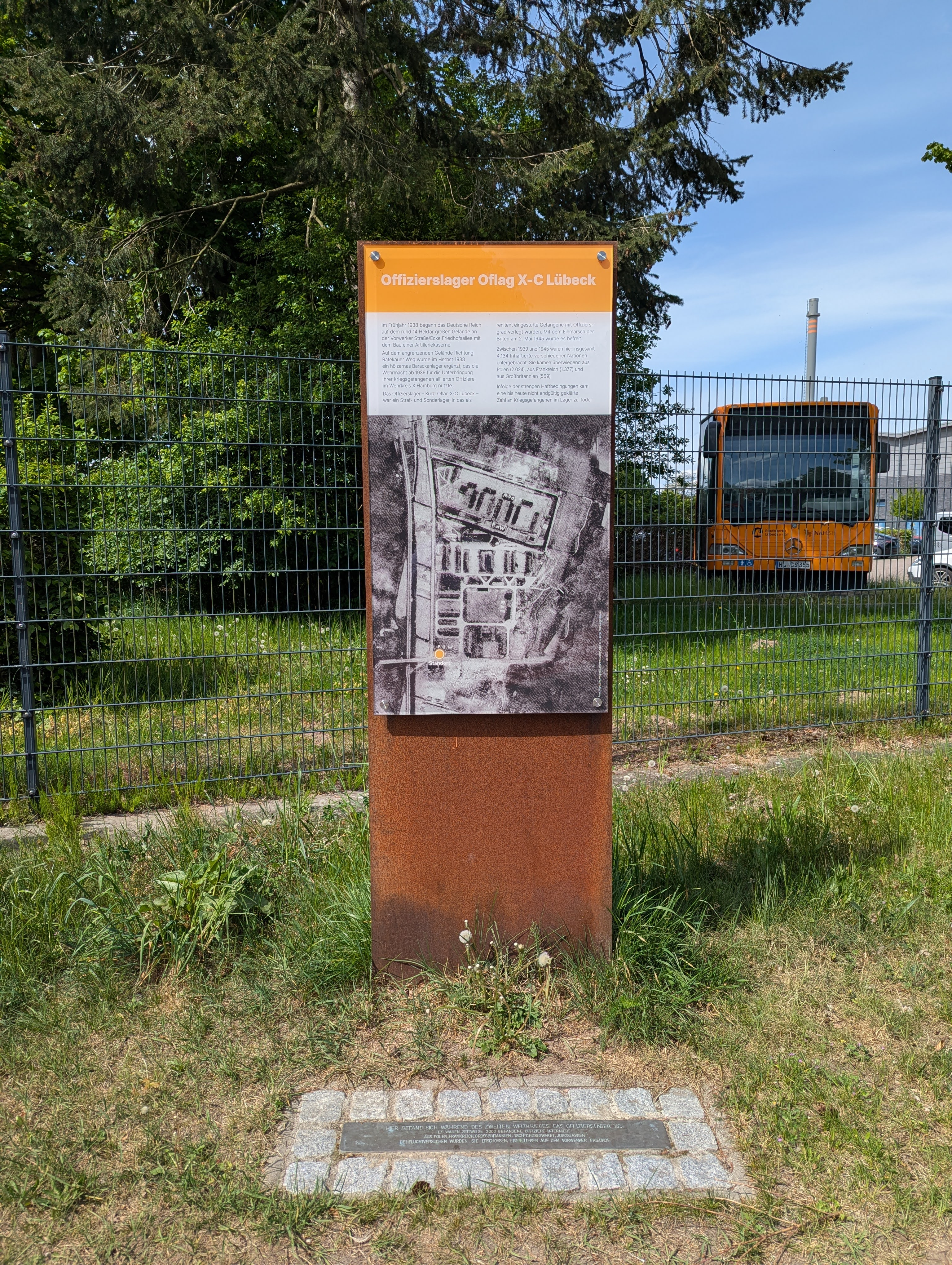
Gedenkstele und Stolperschwelle (2025)

Lange Zeit gab es keinerlei Gedenken oder eine Hinweistafel auf das Lager. Erst am 9. Juni 2023 verlegte Gunter Demnig an der Ecke Ratekauer Weg/Ecke Friedhofsallee zum Gedenken an die Opfer eine Stolperschwelle, die von den Stadtwerken Lübeck durch eine Stele ergänzt wurde.

## Bekannte Gefangene
- Robert Blum, Sohn von Léon Blum
- Fernand Braudel, französischer Historiker, ab Juni 1942, verfasste hier Teile von Das Mittelmeer und die mediterrane Welt in der Epoche Philipps II.[15]
- Henri Brunschwig, französischer Historiker
- Yves Congar, französischer Theologe[16]
- Jakow Dschugaschwili, Sohn Josef Stalins
- Georges Gusdorf, französischer Philosoph, verfasste hier seine Dissertation[17]
- Witold Kula, polnischer Historiker
- Alain de Rothschild und Élie de Rothschild
- Henryk Sucharski, polnischer Major
- Étienne Wolff, französischer Entwicklungsbiologe